# Kriwica
Kriwica (bułg. Кривица) – wieś w Bułgarii, w obwodzie Razgrad, w gminie Samuił. W 2023 roku liczyła 228 mieszkańców.